# It's a Sin
It's a Sin è un singolo del gruppo musicale britannico Pet Shop Boys, il primo estratto dal secondo album in studio Actually e pubblicato il 15 giugno 1987.

## La canzone
It's a Sin fu scritta nel 1984 e registrata in una versione demo prodotta da Bobby Orlando, versione che fu poi ripresa e modificata musicalmente nel 1987.
La canzone è tuttora una delle più caratteristiche e rappresentative dei Pet Shop Boys, sia musicalmente che per il testo (scritto da Tennant) che denuncia la rigidità dell'educazione cattolica. Il testo, composto da Neil Tennant, è piuttosto autobiografico in quanto si basa sull'educazione ricevuta da Tennant quando frequentava il collegio cattolico di Saint Cuthbert in Newcastle upon Tyne. La canzone utilizza alcuni versi latini della chiesa nel medioevo e un immaginario religioso rinforzato dalla dinamicità del brano. Tennant dichiarò di aver scritto il testo in soli 15 minuti, usando le sue emozioni e le sue frustrazioni dei ricordi da ragazzo.
La frase finale della canzone, pronunciata in latino, riporta la prima parte dell'"Atto penitenziale" che si recita nella Santa Messa cattolica: "Confesso a Dio onnipotente, e a voi fratelli, che ho molto peccato, in pensieri, parole, opere e omissioni, per mia colpa, mia colpa, mia grandissima colpa".
L'introduzione musicale, di stampo drammatico, utilizza un campionamento di un conto alla rovescia della NASA; ciò è da sempre uno degli aspetti maggiormente teatrali dello stile musicale dei Pet Shop Boys. It's a Sin, assieme a West End Girls, rimane uno dei brani che i Pet Shop Boys hanno sempre eseguito nei loro concerti e nei loro tour.

### Barfly Version
Nel 2004 i Pet Shop Boys parteciparono ad una serie di concerti di beneficenza della Passport Back to the Bars nei quali eseguirono, in ogni singolo concerto, una versione più elettronica e moderna di It's a Sin. Il loro concerto a Camden Town, nel 17 marzo 2004, fu il primo evento a cui i Pet Shop Boys presero parte senza musicisti sul palco ad accompagnarli; evento in cui la nuova versione di It's a Sin, la "Barfly Version", venne registrata in studio e pubblicata nella raccolta Popjustice: 100% Solid Pop Music (2006).

## Accusa di plagio
Poco dopo l'uscita del singolo, il DJ inglese Jonathan King accusò i Pet Shop Boys di aver plagiato la melodia di It's a Sin dalla hit Wild World di Cat Stevens del 1971. Dichiarò il tutto nel giornale inglese The Sun, di cui lui era uno degli autori durante gli anni ottanta. Per dimostrare ciò, King realizzò una propria versione di Wild World come singolo, usando gli stessi arrangiamenti di It's a Sin, come prova del plagio. Il singolo fu un flop e i Pet Shop Boys citarono King in giudizio, vincendo la causa e ricevendo una grossa somma di denaro a titolo di risarcimento danni. Tale somma fu poi versata in beneficenza dal duo.

## Video musicale
Il videoclip, diretto da Derek Jarman, è incentrato sullo stesso tema della canzone, l'accusa cattolica, in cui Tennant ricopre il ruolo dell'inquisitore arrestato e Lowe ricopre il ruolo della guardia. Nel ruolo di giudice dell'inquisizione appare Ron Moody. Durante la durata del videoclip, appaiono frammenti in cui vengono illustrati e personificati i sette peccati capitali.

## Tracce
7": Parlophone / R 6158 (UK)
1. "It's a Sin" (4:59)
2. "You Know Where You Went Wrong" (5:51)

12": Parlophone / 12R 6158 (UK)
1. "It's a Sin"  (Disco Mix) (7:39)
2. "You Know Where You Went Wrong" (5:51)
3. "It's a Sin" (7" Version) (4:59)

CD: Parlophone / CDR 6158 (UK)
1. "It's a Sin" (7" Version) (4:59)
2. "You Know Where You Went Wrong" (5:51)
3. "It's a Sin" (Disco Mix) (7:39)

12": Parlophone / 12RX 6158 (UK)
1. "It's a Sin" (Remix) (Ian Levine) - 8:15
2. "You Know Where You Went Wrong" (Rough Mix) - 6:38

12" Remix (USA)
1. "It's a Sin" (Phil Harding Latin Vocal Mix) (9:14)
2. "It's a Sin" (Phil Harding Latin Dub Mix) (4:20)
3. "It's a Sin" (Remix) (8:15)
4. "It's a Sin" (Disco Mix) (7:39)
5. "You Know Where You Went Wrong" (5:51)

## Successo commerciale
Il singolo si classificò al primo posto nella classifica britannica dei singoli, rimanendo in vetta per tre settimane consecutive. Anche nel resto dell'Europa ottenne un buon successo, tanto da divenire il singolo più venduto dell'anno. Negli Stati Uniti il brano fu ugualmente un successo, entrando nella Top 10 della Billboard Hot 100.
It's a Sin fu inoltre il primo singolo del duo ad essere stato commercializzato anche nel formato CD.
Nel luglio 2012 Popjustice ha stilato la sua classifica dei 200 singoli che hanno venduto di più in tutto il decennio degli anni ottanta, includendo It's a Sin.

## Classifiche

### Classifiche settimanali
| Classifica (1987)                 | Posizione massima |
| --------------------------------- | ----------------- |
| Australia                         | 10                |
| Austria                           | 1                 |
| Francia                           | 12                |
| Germania                          | 1                 |
| Irlanda                           | 1                 |
| Italia                            | 1                 |
| Norvegia                          | 1                 |
| Nuova Zelanda                     | 8                 |
| Paesi Bassi                       | 3                 |
| Regno Unito                       | 1                 |
| Stati Uniti                       | 9                 |
| Stati Uniti (hot dance club play) | 3                 |
| Svezia                            | 1                 |
| Svizzera                          | 1                 |

### Classifiche di fine anno
| Classifica (1987) | Posizione |
| ----------------- | --------- |
| Austria           | 4         |
| Paesi Bassi       | 39        |
| Svizzera          | 5         |